# Online reklám
Az online reklám a promóció egy olyan eszköze, mely olyan kifejezett szándékkal használja fel az internet és a világháló nyújtotta lehetőségeket, hogy ezen keresztül juttassák el a marketinges üzeneteket a megcélzott vevőkörnek. Az internetes reklámok közé tartoznak a keresőmotorok kifejezésfüggő reklámjai, a bannerek, az interaktív média reklámjai, az ismeretségi hálózatokon megjelenő reklámok, más oldalakat népszerűsítő reklámoldalak, a csoportosított internetes reklámok, a reklámhálózatok, az e-mail marketing, és ide tartoznak az e-mailben terjesztett spamek is.

## Kompetitív előnyei
A hagyományos reklámokkal szembeni egyik legnagyobb előnye az, hogy az információ azonnal megjelenik, és a tartalomnak nincsenek földrajzi, illetve időbeli korlátai. Végeredményképpen az egyre bővülő interaktív reklámozás egyre nagyobb kihívást jelent az eddig megszokott stratégiákat alkalmazók számára.
További előny a befektetett reklámköltség hatékonysága. Az online reklámokat jobban személyre lehet szabni, ki lehet választani az adott témával foglalkozó honlapokat vagy blogokat. például az AdWords, a Yahoo! Search Marketing és a Google AdSense alkalmazása is lehetőséget biztosít arra, hogy a reklámok a legmegfelelőbb oldalakon vagy keresési találatok listáján jelenjen meg.

## Etikai kérdések
Az online hirdetéseknek rengeteg fajtája van. Ezek között vannak etikailag kifogástalanok, de néhányuknál különféle problémák merülhetnek fel. Sok weboldal egyszerre több reklámot is megjelenít, többet közülük felugró ablakokban. Ezek zavarhatják a felhasználót. Vannak olyanok is, melyek úgy tűnnek fel, mintha az operációs rendszer hibaüzenetet akarna közölni. Vannak olyan weboldalak is, melyek nem foglalkoznak azzal, a honlapjukon elhelyezett hirdetések hova mutatnak. Ilyenkor gyakran lehet rosszindulatú szoftverekkel, illetve felnőtt tartalmakkal találkozni.
Az etikusan dolgozó honlap fejlesztők általában csak pár olyan hirdetést raknak ki a honlapjukra, melyek nem terelik el a honlapot használók figyelmét, és nem torzítják el a weboldal kialakítását, elrendezését. Több weboldal tulajdonosa közvetlenül azokkal a vállalkozókkal tárgyal, akik a link végén lévő oldalt üzemeltetik. Így bizonyosodnak meg afelől., hogy valóban létezik az adott weboldal, és a reklám nem félrevezető.
Mivel egyre többen olyan technológiákat használnak mint az Adobe Flash, ezért egyre több felhasználó blokkoló programot telepít a gépére. ilyen lehet az AdBlock vagy a NoScript. Vannak olyan oldalak, melyek központi hirdetési szolgáltatásokat alkalmaznak, ezeket azonban a biztonsági szint beállításával is le lehet tiltani, mivel JavaScriptet használtak a fejlesztésük során. Ezek azonban potenciális veszélyt jelentenek a felhasználók számára.
Vannak olyan cégek, melyek piackutatást végeztetnek, hogy így derítsék ki, a felhasználók mennyire vannak megelégedve az ilyen hirdetési módszerekkel. Egyre többen internetes panaszszolgálatot tartanak fenn, megpróbálják csökkenteni a visszaélések lehetőségét, és minden szolgáltatótól elvárják, hogy a lehető legmagasabb fokon tegyen eleget az információbiztonság követelményeinek.

### Titkosság
Az online hirdetések kihatással vannak a felhasználók privát szférájára és anonimitására is. Ha egy reklámozó cég két oldalon is elhelyezi a bannereit, a sütiken keresztül vissza tudja követni, hogy merre járt az alatt az idő alatt az illető.
A legtöbb böngészőben le lehet tiltani a harmadik féltől érkező sütiket, így növelni lehet a privát szférát, és le lehet csökkenteni az adatforgalom mértékét is. Ezek mellett a felhasználó legalább annyira élvezi majd a világhálót, mint addig tette.

### Malware
Van ennek egy olyan ágazata is, melyet etikátlannak és törvénytelennek szoktak tartani. Ezek olyan külső programok, melyek megváltoztatják a gépek beállításait. Ilyen lehet az alapértelmezett böngésző kezdőlapjának a megváltoztatása, a pop-up hirdetések engedélyezésének bekapcsolása, és esetleg reklámokat helyeznek el olyan oldalakon, melyekkel egyébként nem kötöttek ilyen megállapodást. Ilyen programok többek között a spyware-ek és az adware-ek. Megkérdőjelezhető tevékenységüket az időjárás megjelenítésével vagy keresőcsatornák könnyebb elérhetőségével próbálják meg elfedni. Ezekkel a programokkal el akarják terelni a felhasználók figyelmét, így könnyebben bejutnak a gépekre a trójai programok. Ezeket általában úgy írják meg, hogy nehezen lehessen eltávolítani vagy uninstalálni. Az egyre nagyobb számú felhasználó egyre kisebb része számítógépes szakember, így nem tudják megvédeni magukat az ilyen és a hasonló támadásokkal szemben.

## Online reklámmal kapcsolatos kockázatok
A gyerekeknek szánt reklámok tartalmi kockázatot elsősorban akkor hordoznak, ha azok az egészségtelen vagy egészségre káros termékek iránti vágy felkeltésére, serkentésére szolgálnak. A gyerekeket könnyen el lehet csábítani az online környezetben hatékony új, kereskedelmi szempontból innovatív fejlesztésekkel, sikeres marketing-módszerekkel (meglepetés/ajándék/ csatlakozás/állandó követés, vásárlás). Az értékrendet veszélyeztető komolyan veendő kockázat azonban a túlfogyasztás, a márkafetisizmus és azt azzal kapcsolatos hamis értékrend kialakulása is, mivel a túlzott reklámfogyasztás nem tényleges fogyasztói igényeket szolgál ki, hanem mesterségesen gerjesztett szükségletet generál.